# Григорьев, Владимир Георгиевич
Владимир Георгиевич Григорьев (род. 16 февраля 1967, Канаш, Чувашская АССР) — российский солист балета, заслуженный артист Российской Федерации (1995), лауреат Международного конкурса артистов балета в Люксембурге (1995).

## Биография
Родился 16 февраля 1967 года в Канаше (Чувашская АССР).
Окончил Ленинградское хореографическое училище имени А. Я. Вагановой.
С 1987 года работает в Новосибирском театре оперы и балета.
В 1994 году лондонское издание «Dance Sdahers» охарактеризовало Владимира Григорьева как человека, входящего в десяток лучших молодых танцоров мира.

## Стиль
Лучше всего Владимиру Григорьеву удаются лирические образы с тонкой эмоциональной передачей: партии Солора в «Баядерке», Юноши в «Видении розы», Юноши «Шопенианы» и т. д. Техническое совершнство танца, его чистота более всего проявляются с помощью малых хореографических форм, например па-де-де и вариации «Консерватории Бурнонвиля», партии «Солнца», Солист балета «Sonata», «Танец часов» и т. д.

## Партии
- «Лебединое озеро» П. Чайковского — Зигфрид
- «Спящая красавица» П. Чайковского — Дезире
- «Щелкунчик» П. Чайковского — Принц
- «Жизель» А. Адана — Альберт
- «Шопениана» на музыку Ф. Шопена — Юноша
- «Баядерка» на музыку Л. Минкуса — Солор
- «Спартак» А. Хачатуряна — Спартак
- «Коппелия» Л. Делиба — Франц
- «Петрушка» И. Стравинского — Петрушка[2]

## Награды
- Заслуженный артист Российской Федерации (1995)
- Лауреат Международного конкурса артистов балета в Люксембурге (первая премия и золотая медаль, 1995)